# فوجأو ياماموتو
فوجِأُو ياماموتو (باليابانية: 山本 富士雄) (27 مايو 1966 في كاناغاوا في اليابان – )؛ هو لاعب كرة قدم ياباني سابق كان يلعب كمدافع.

## وصلات خارجية
- فوجأو ياماموتو على موقع رابطة كرة القدم اليابانية للمحترفين (اليابانية)
- فوجأو ياماموتو على موقع عالم كرة القدم.نت (الإنجليزية)